# ホメオシス
ホメオシス（Homeosis；形容詞はホメオティックHomeotic）とは、遺伝的な原因（ある遺伝子の突然変異、あるいはその発現程度の異常）によって、多細胞生物体の一部の器官が本来の形をとらず他の相同な器官に転換する変化をいう。日本語では「異形成」ということもある（病理細胞学でいう異形成とは別）。特に遺伝子の突然変異による場合は、これらをそれぞれホメオティック遺伝子、ホメオティック突然変異と呼ぶ。
ホメオシスの例として、昆虫では触角が脚に、あるいは体節が別の体節に変化するもの、植物では雄蕊が花弁や葉に変化するものなどがある。これらの原因となるホメオティック遺伝子の代表的なものとして、動物ではHox遺伝子、植物ではMADSボックス遺伝子がある。これらのホメオティック遺伝子の起源は単細胞生物にあったと考えられるが、各生物系統の進化の過程で発生・器官形成の機能を獲得し、さらに機能的に分化することにより、相同器官の分化を通じて発生・形態の進化における中心的な役割を担ったと考えられる。この過程が現在発展しつつある進化発生生物学で中心テーマの1つとなっている。
Hox遺伝子などを含む「ホメオボックス遺伝子群」には共通の配列があり、これをホメオボックスという。ホメオボックス遺伝子は他の動物、さらには菌類や植物でも見出されており、特に脊椎動物では（昆虫のような明確なホメオティック変異は起こさないが）初期発生で不可欠な機能を持つことが知られている。